# Serce w granicie – kamień narzutowy upamiętniający 13. Finał Wielkiej Orkiestry Świątecznej Pomocy w Suwałkach
Serce w granicie – kamień narzutowy upamiętniający 13. Finał  Wielkiej Orkiestry Świątecznej Pomocy w Suwałkach.

## Historia
Serce wykute w wielkim narzutowym (granitowym) głazie – to pomnik upamiętniający finał 13. edycji Wielkiej Orkiestry Świątecznej Pomocy. (Tym razem zebrane przez wolontariuszy WOŚP pieniądze przeznaczono na: Nowoczesne metody diagnostyki i leczenia w neonatologii i pediatrii.)

Pomnik stanął w suwalskim Parku Konstytucji 3 Maja, w jego południowo-wschodniej części, od strony ulicy Kościuszki. Pracą przy jego tworzeniu kierował prof. Andrzej Strumiłło. 

Obelisk wystawiono na licytację, po której trafił on w ręce Józefa Gajewskiego, ówczesnego prezydenta Suwałk. Pomnik został wylicytowany za kwotę 2 tys. złotych. Mimo wcześniejszych planów co do powtórnego wystawienia głazu na licytację, podjęto decyzję, iż „serce w granicie” pozostanie w suwalskim parku jako pamiątka 13. finału WOŚP, równocześnie „niech mobilizuje do ciepłych, spontanicznych uczynków i działa na rzecz prawdziwych odruchów serca”.

## Opis
Prace finalne nad powstawaniem obelisku można było obserwować 9 stycznia 2005 roku w Suwałkach. 

Głaz ustawiono bezpośrednio na murawie zabezpieczając go u podstawy kilkoma fragmentami kamieni. Ma on ok. 140 cm wysokości (w najwyższym punkcie), a jego obwód w najszerszym miejscu wynosi ok. 490 cm. Powyżej wykutego serca znalazła się inskrypcja w postaci liczby 13, natomiast poniżej serca wykuto rok: 2005. 

Opiekunem pamiątkowego kamienia jest Zarząd Dróg i Zieleni w Suwałkach.

## Galeria

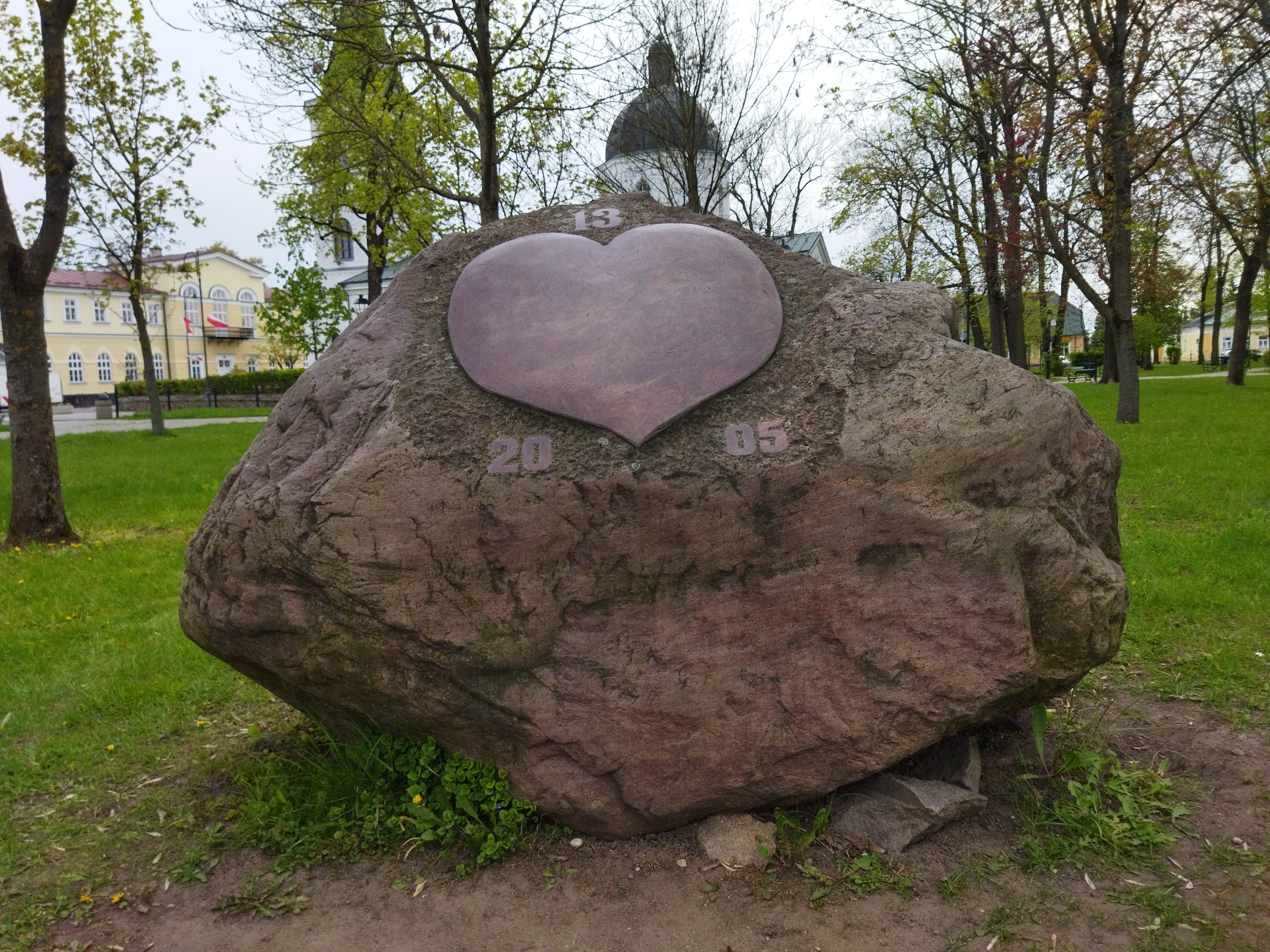
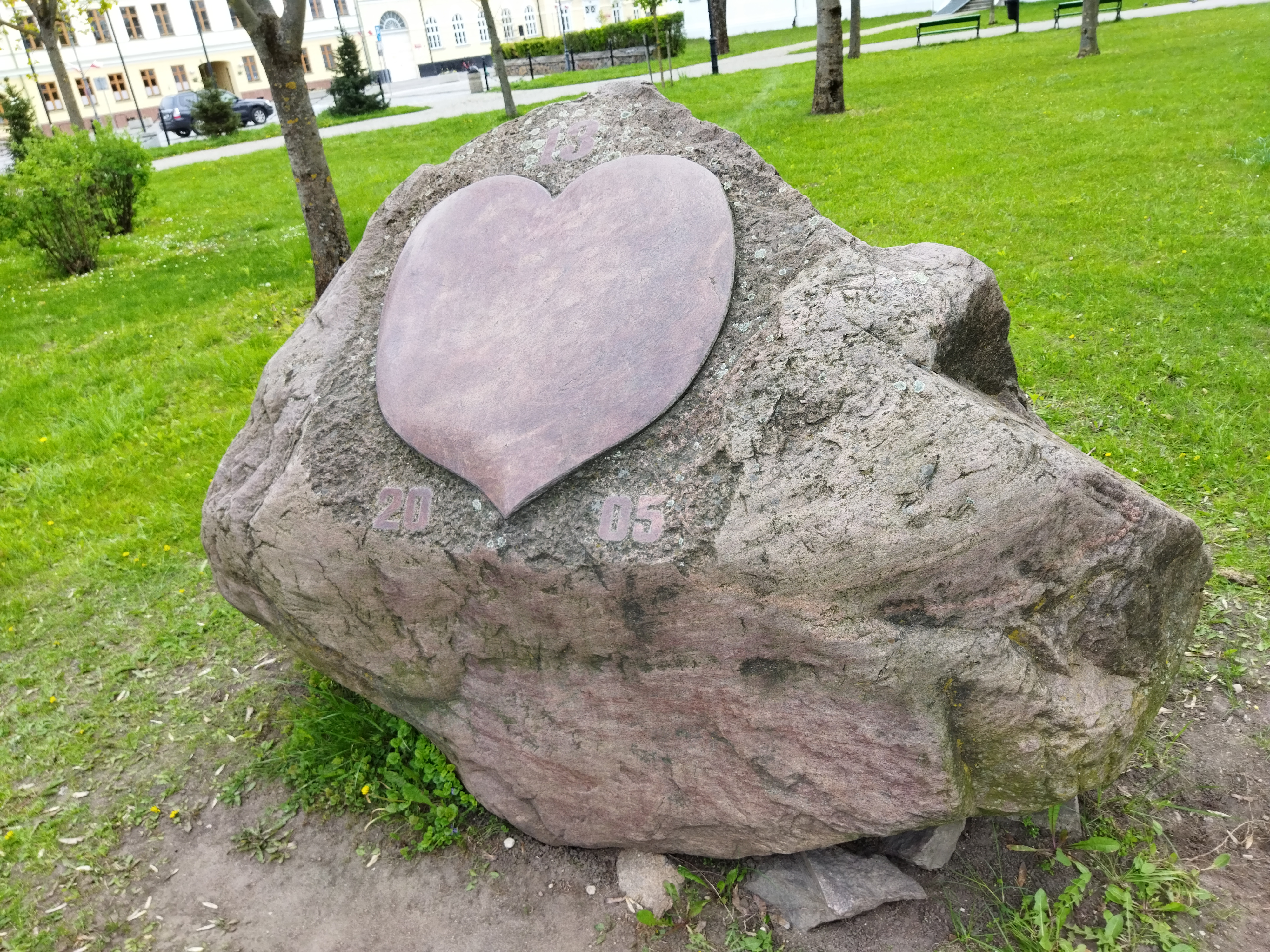
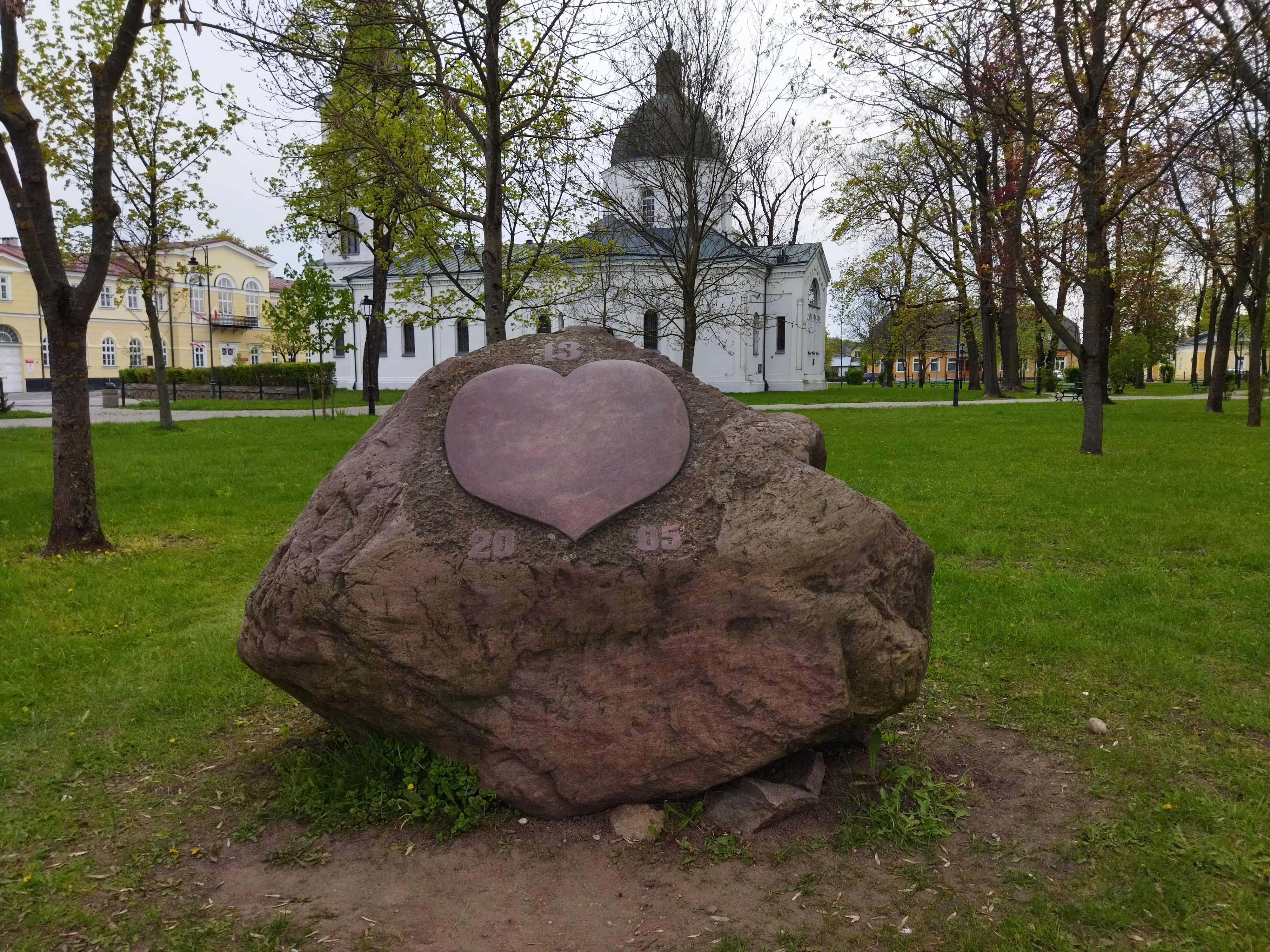
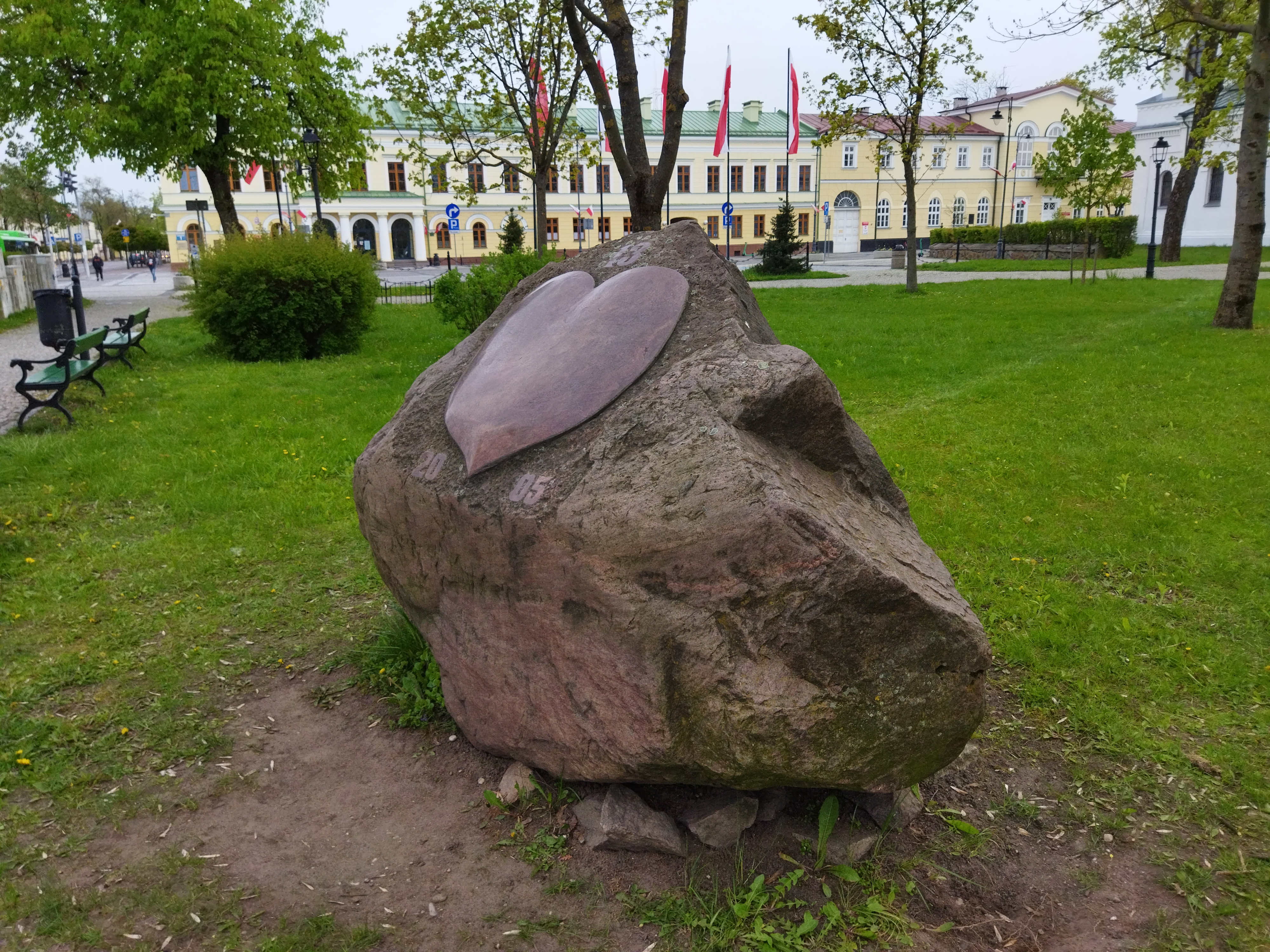
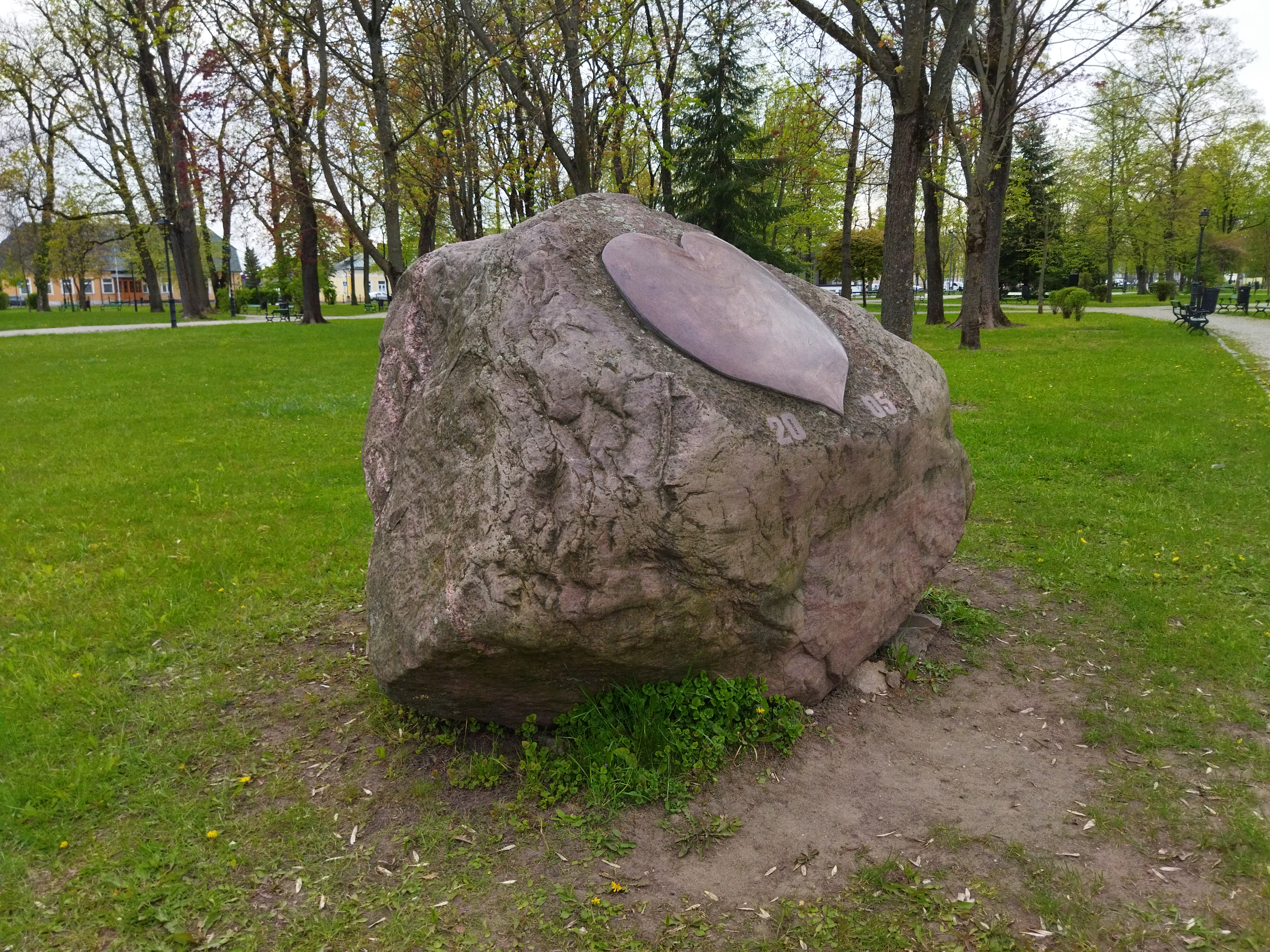